# Dolichognatha pinheiral
Dolichognatha pinheiral is een spinnensoort in de taxonomische indeling van de strekspinnen.
Het dier behoort tot het geslacht Dolichognatha. De wetenschappelijke naam van de soort werd voor het eerst geldig gepubliceerd in 2001 door Brescovit & Cunha.